# Arizona Strip

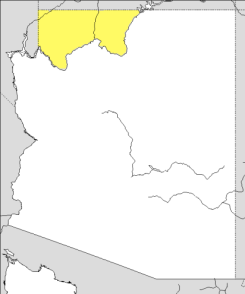
Arizona Strip

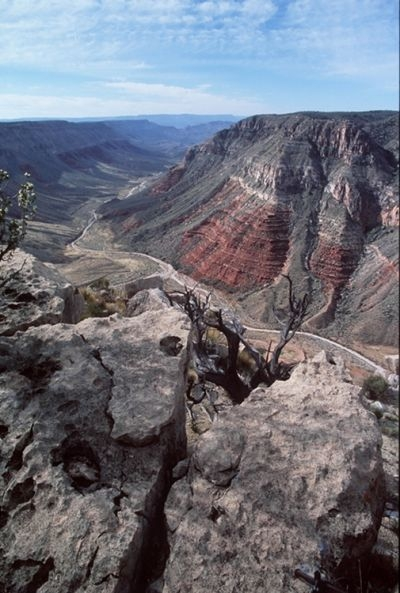
Canyon laterale nella Arizona Strip

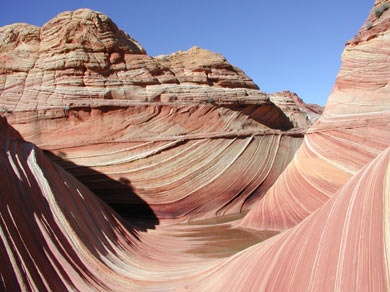
The Wave: una formazione di arenaria nell'Arizona Strip

L'Arizona Strip è la regione del territorio dello Stato americano dell'Arizona posta a nord del fiume Colorado.
La difficoltà di attraversare il Grand Canyon ha portato la regione ad avere relazioni fisiche e culturali più con lo Utah meridionale e il Nevada che con il resto dell'Arizona.

## Caratteristiche generali
L'Arizona Strip è un'espressione tipica dell'American West per il suo aspetto di territorio marcato da canyon con rocce rosse e per l'aridità del suo clima, che porta alla predominanza di vegetazione ad arbusti e cespugli.
Comunque, i primi coloni Europei potevano vedere grandi distese di erba in quelle aree, quali la House Rock Valley, che stanno progressivamente rinascendo grazie alle migliori pratiche di coltivazione e allevamento.
Il territorio è anche costellato di alberi di ginepro, che al salire di quota sono sostituiti da foreste di pini da pinoli e di ginepro, per poi trovare a quote superiori, come ad esempio sull'Altopiano del Kaibab, pini gialli, pecci, abeti e pioppi.
La regione è amministrativamente suddivisa tra la Contea di Coconino a est (a est del Kanab Creek) e la Contea di Mohave a ovest. Gli unici insediamenti significativi sono Fredonia sul Kanab Creek e Colorado City (la principale comunità della Strip) posta al confine con lo Utah nell'angolo nordoccidentale.
All'estremità occidentale, sul Virgin River, si trova il piccolo insediamento di Littlefield.
La Strip costituisce l'unico percorso di accesso alla costa settentrionale del Grand Canyon e lungo le strade principali della Striscia che da Jacob Lake vanno verso sud si trovano numerose agenzie di servizi di guida per i turisti.
L'Arizona Strip ha una superficie totale di 20 404,2 km²). Di questi, 20 348,12 km², sono terra e solo 56,08 km² (pari allo 0,275%) è superficie coperta da acque.
La superficie della regione supera quella dello Stato del Massachusetts e comprende il 6,9% della superficie dell'Arizona.
Circa il 64,4% del territorio appartiene alla Contea di Mohave e il restante 35,6% alla Contea di Coconino.
La popolazione totale nel 2000 era pari a 8 095 abitanti, di cui 6 221 risiedevano nella Contea di Mohave e 1 874 nella Contea di Coconino.

## Storia
L'area fu colonizzata inizialmente da pionieri mormoni guidati da Jacob Hamblin verso la metà del XIX secolo; di conseguenza l'Arizona Strip è stata uno dei territori in cui è durata più a lungo la pratica del XIX secolo della poligamia, nonostante nel 1890 tale pratica fosse stata vietata dalla Chiesa di Gesù Cristo dei santi degli ultimi giorni (LDS Church).
Nel corso del XX secolo la regione è stata oggetto di controversie per il controllo che di essa hanno alcuni gruppi quali lo United Effort Plan, un gruppo poligamista di derivazione mormone; ciò nonostante, benché godano di notevole visibilità, questi gruppi costituiscono solamente una minoranza.
Per lungo tempo l'Arizona Strip era un paradiso per gli allevatori, con lunghe praterie erbose nelle valli e l'alto Altopiano del Kaibab per il foraggio estivo. Al principio del XX secolo, la Grand Canyon Cattle Company, nota cnhe come Bar Z Brand, portò fino a 100 000 capi di bestiame nella striscia. L'utilizzo della terra e dell'acqua portò ad attriti tra le varie società concorrenti e vi sono resoconti di alcune guerre di confine tra diversi proprietari e tra pastori e allevatori.
La striscia è anche stata campo di battaglia tra nativi Americani e i pionieri caucasici nel corso del XIX secolo. Gruppi di Navajo attraversavano il fiume Colorado e razziavano gli insediamenti mormoni.
La pace fu mantenuta soprattutto grazie agli sforzi diplomatici di Jacob Hamblin.

## Accesso
L'Arizona Strip ha una scarsa densità di popolazione ed è collegata al resto dell'Arizona solo con alcuni collegamenti autostradali, tramite il Navajo Bridge e il ponte della Glen Canyon Dam, entrambi posti al termine orientale della U.S. Route 89 e sopra il fiume Colorado, alcune autostrade statali dell'Arizona e la U.S. Route 89A a Fredonia.
Verso nord possiede invece molteplici collegamenti stradali con lo Utah; di conseguenza la regione ha legami storici, economici e culturali più forti con lo Utah che con l'Arizona.
I residenti di Littlefield e dell'angolo nordoccidentale dello Stato per spostarsi devono lasciare lo Stato e rientrarvi dallo Utah, dal Nevada o dalla California.

## Territori protetti

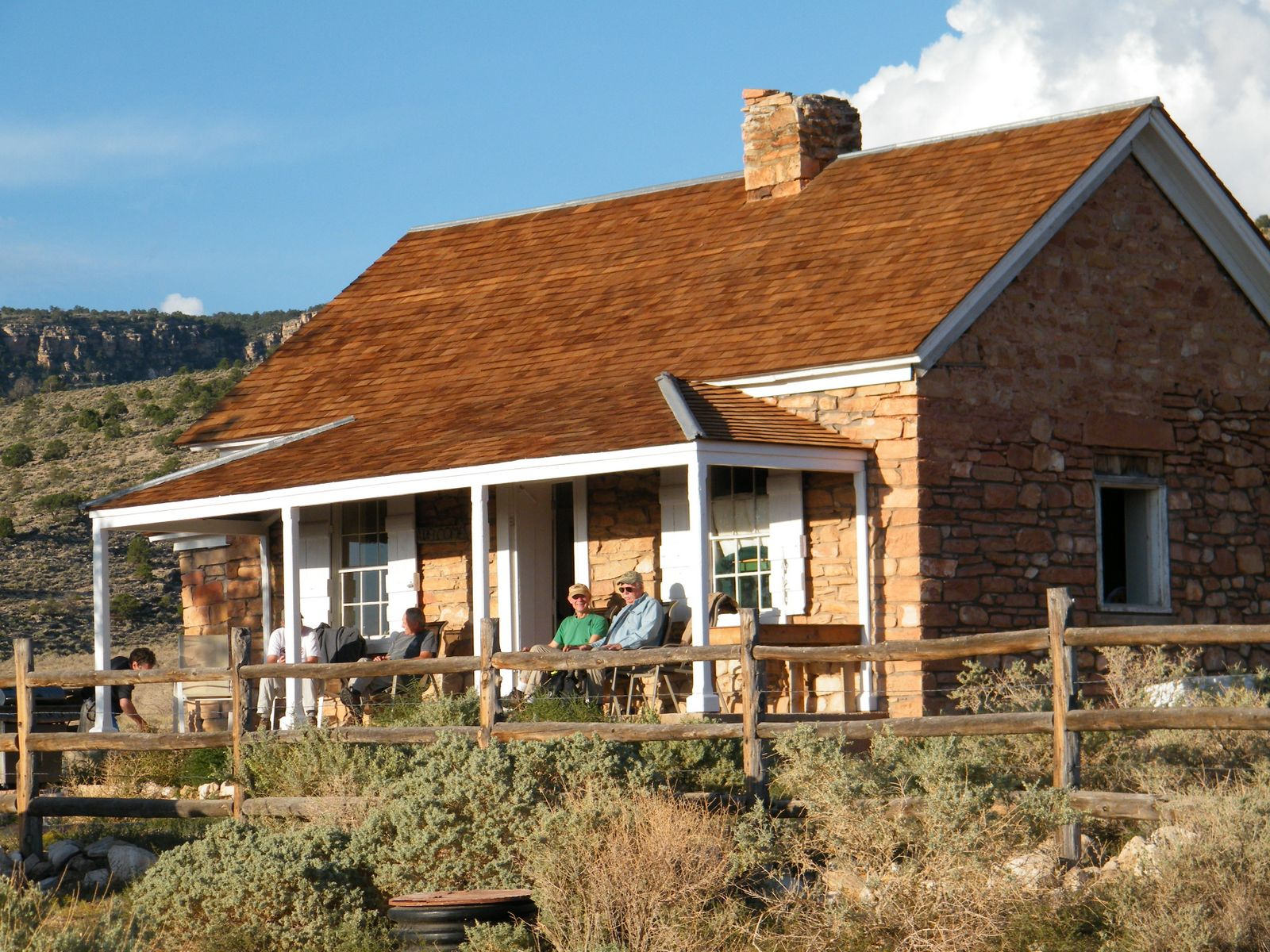
Capanno nello storico Kane Ranch, un progetto di conservazione del Grand Canyon Trust.

La maggior parte del territorio dell'Arizona Strip è gestita dallo United States Bureau of Land Management o dallo United States Forest Service.
L'area comprende parecchie aree naturali protette (U.S. Wilderness Area) e molti monumenti nazionali (U.S. National Monuments), oltre alla riserva indiana di Kaibab.
La parte meridionale dell'Arizona Strip include la costa settentrionale del Parco nazionale del Grand Canyon e la sezione settentrionale della Lake Mead National Recreation Area.

## Monumenti nazionali
- Grand Canyon-Parashant
- Pipe Spring
- Vermilion Cliffs

## Parchi nazionali
- Grand Canyon

## Aree nazionali di conservazione
- Glen Canyon
- Lake Mead

## Aree naturali
- Beaver Dam Mountains
- Grand Wash Cliffs
- Kanab Creek
- Mount Trumbull
- Mount Logan
- Paiute
- Paria Canyon-Vermilion Cliffs